# 小西行郎
小西 行郎（こにし ゆくお、1947年10月8日 - 2019年9月5日）は、日本の小児科医、保育学者、同志社大学教授。専門は小児神経学。

## 略歴
香川県生まれ。京都大学医学部卒業後、同大学付属病院未熟児センター助手となる。1987年医学博士。1983年福井医科大学小児科講師、1988年助教授。1989年より、文部省在外研究員としてオランダ、フローニンゲン大学にて発達行動学を学ぶ。1999年埼玉医科大学小児科教授。2001年10月東京女子医科大学に乳児行動発達学講座を開設し教授となる。2008年10月同志社大学赤ちゃん学研究センター教授となる。
2001年日本赤ちゃん学会を創設、理事長。小児科医の妻・小西薫との間には3男1女をもうけた。

## 著書
- 『これで安心0歳からの育児 新しい脳科学が教える豊かな赤ちゃんの育て方』法研 1999
- 『知っておきたい子育てのウソ・ホント50 最新赤ちゃん学が教える子育ての新常識』海竜社 2003
- 『赤ちゃんと脳科学』集英社新書 2003
- 『早期教育と脳』光文社新書 2004
- 『知れば楽しいおもしろい赤ちゃん学的保育入門』フレーベル館 2006
- 『もっと知りたい、おなかの赤ちゃんのこと』 (赤ちゃんとマママタニティライフシリーズ)赤ちゃんとママ社 2007
- 『赤ちゃんのしぐさで気持ちがわかる本 ふしぎな動作・よくある行動には意味がある!』造事務所編集・構成 PHP研究所 2009
- 『発達障害の子どもを理解する』集英社新書 2011
- 『子どもの脳によくないこと 赤ちゃん学、脳科学を生かす子育て』PHPサイエンス・ワールド新書 PHP研究所 2011
- 『はじまりは赤ちゃんから 「ちょい待ち育児」のススメ』赤ちゃんとママ社 2013

### 共編著・監修
- 『「医療的ケア」ネットワーク 学齢期の療育と支援』高田哲,杉本健郎共編著 クリエイツかもがわ 2001
- 『With高野優赤ちゃんのしぐさ辞典 「ママ、ホントはね」小さな動きで伝える19のサイン 高野優絵 婦人生活社 2002
- 『赤ちゃんパワー 脳科学があかす育ちのしくみ』吹田恭子共著 ひとなる書房 2003
- 『With高野優赤ちゃんのしぐさ辞典 「ママ、ホントはね」小さな動きで伝える19のサイン』高野優絵 学習研究社 2003
- 『親ごころ 子どもが伸びる愛し方』久保純子共著 主婦の友社 2004
- 『赤ちゃんのしぐさbook』小西薫共著 海竜社 2005
- 『０～２歳の親子えほん しなやかな脳と心を育む』監修, グループ・コロンブス構成 主婦と生活社 2005
- 『赤ちゃんの遊びbook』小西薫共著 海竜社 2006
- 『0～2さいおやこふれあい絵本』監修. 成美堂出版 2007-2008
- 『乳児保育の基本』汐見稔幸,榊原洋一共編著 フレーベル館 2007
- 『With高野優赤ちゃん語まるわかり辞典』 (おはよう赤ちゃんハミング育児book)高野優絵 学習研究社 2007
- 『子どもの心の発達がわかる本 不思議な「心」のメカニズムが一目でわかる』 (こころライブラリー)  監修. 講談社 2007
- 『赤ちゃんのからだbook』小西薫共著 海竜社 2008
- 『心と脳をすくすく育てる本 0～3才 最新版』 (暮らしの実用シリーズ) 監修. 学研パブリッシング 2009
- 『赤ちゃんの「脳」がわかる育児book』榊原洋一,開一夫, 小林美由紀共監修 成美堂出版 2009
- 『赤ちゃんのおしゃべりBOOK』小西薫共著. 海竜社 2010
- 『赤ちゃん学を学ぶ人のために』遠藤利彦共編 世界思想社 2012
- 『0歳の赤ちゃんの気持ちがわかる本 言葉のない1年間には意味がある 不思議な「心」のメカニズムが一目でわかる』 (こころライブラリー イラスト版) 監修. 講談社 2012
- 『赤ちゃんの小児科BOOK』小西薫共著 海竜社 2013
- 『今なぜ発達行動学なのか 胎児期からの行動メカニズム』編著, 加藤正晴,鍋倉淳一著 診断と治療社 2013
- 『睡眠・食事・生活の基本』 (赤ちゃん学で理解する乳児の発達と保育) 三池輝久,上野有理共著 中央法規出版 2016
- 『乳幼児の音楽表現 赤ちゃんから始まる音環境の創造』〈保育士・幼稚園教諭養成課程〉日本赤ちゃん学会監修, 志村洋子, 今川恭子,坂井康子共編著 中央法規出版 2016
- 『ママ、わたしこんなこと思ってるよ 赤ちゃんのしぐさと表情で気持ちがわかる本』監修,横峰沙弥香イラスト PHPエディターズ・グループ 2016
- 『運動・遊び・音楽』 (赤ちゃん学で理解する乳児の発達と保育) 小西薫, 志村洋子共著 中央法規出版 2017

## 論文
- <小西行郎